# Esox americanus
Espèce
Statut de conservation UICN

 LC  : Préoccupation mineure
Esox americanus, communément appelé Brochet d'Amérique, est une espèce de poissons d'eau douce appartenant à la famille des Esocidae.
Ce poisson de petite taille (15 à 20 cm) possède toutes les caractéristiques d'un prédateur efficace. Son corps est hydrodynamique, allongé et de section ronde. Sa bouche est plate, allongée, et garnie d'environ 700 dents.[réf. nécessaire] ; les plus grandes sont situées sur les mâchoires et son palais est littéralement tapissé de dents pointues plus petites et incurvées vers l'arrière.

## Sous-espèces
- Esox americanus americanus (en) (Gmelin, 1789)
- Esox americanus vermiculatus (en) (Lesueur, 1846)